# Roberto Azevêdo
Roberto Azevêdo   (Salvador, 3 d'octubre de 1957), és un polític, diplomàtic i enginyer brasiler. De 2013 a 2020 va assumir la Direcció General de l'Organització Mundial de Comerç dimitint per sorpresa al maig de 2020 tot i que el seu mandat expirava el 2021.
Va començar l'any 1984 sent part de les Missions diplomàtiques del Brasil i al govern central de país. El 2008 es va incorporar a l'Organització Mundial de Comerç, com a representant del Brasil i va tenir un paper clau en la negociació de la Ronda de Doha.